# حسن‌آباد (جلگه چاه هاشم، دو)
حسن‌آباد یا موتور حسن بامری روستایی در دهستان جلگه چاه هاشم بخش جلگه چاه هاشم شهرستان دلگان استان سیستان و بلوچستان ایران است.

## جمعیت
بر پایه سرشماری عمومی نفوس و مسکن در سال ۱۳۹۵ جمعیت این روستا ۶۸ نفر (۱۷خانوار) بوده‌است.